# IC 5008
IC 5008 — галактика типу SBd () у сузір'ї Павич.
Цей об'єкт міститься в оригінальній редакції індексного каталогу.